# Сельское поселение Угут
Се́льское поселе́ние Угут — муниципальное образование в Сургутском районе Ханты-Мансийского автономного округа Российской Федерации.
Административный центр — село Угут.

## История
Статус и границы сельского поселения установлены Законом Ханты-Мансийского автономного округа - Югры от 25 ноября 2004 года № 63-оз «О статусе и границах муниципальных образований Ханты-Мансийского автономного округа - Югры»

## Население
| 2010  | 2012  | 2013  | 2014  | 2015  | 2016  | 2017  |
| ----- | ----- | ----- | ----- | ----- | ----- | ----- |
| 2915  | ↘2854 | ↘2816 | ↘2776 | ↘2699 | ↗2723 | ↘2713 |
| 2018  | 2019  | 2020  | 2021  |       |       |       |
| ↘2691 | ↗2696 | ↗2711 | ↗2845 |       |       |       |

## Состав сельского поселения
| № | Населённый пункт | Тип населённого пункта       | Население |
| - | ---------------- | ---------------------------- | --------- |
| 1 | Каюково          | деревня                      | 398       |
| 2 | Малоюганский     | посёлок                      | 238       |
| 3 | Тайлаково        | деревня                      | 96        |
| 4 | Таурова          | деревня                      | 43        |
| 5 | Угут             | село, административный центр | 2140      |